# La fuerza de las armas
La fuerza de las armas (título original en inglés: Force of Arms) es una película estadounidense dirigida por Michael Curtiz y estrenada en 1951. El guion está basado en parte en la novela Adiós a las armas de Ernest Hemingway.

## Sinopsis
En el contexto de la Segunda Guerra Mundial, durante el desembarco en la costa del sur de Italia, en invierno de 1943, un sargento estadounidense (William Holden) se enamora en el frente de guerra de una teniente-profesora (Nancy Olson).

## Reparto
- William Holden: Sargento Joe 'Pete' Peterson
- Nancy Olson: Teniente Eleanor MacKay
- Frank Lovejoy: Major Blackford
- Gene Evans: Sargento Smiley 'Mac' McFee
- Dick Wesson: Kleiner
- Paul Picerni: Sheridan
- Katherine Warren: Major Waldron
- Ross Ford: Hooker
- Ron Hagerthy: Minto
- Argentina Brunetti: Signora Maduvalli
- Philip Carey: Sargento Fred Miller